# Survival (음반)
| 전문가 평가              | 전문가 평가 |
| 평가 점수                | 평가 점수   |
| 출처                     | 점수        |
| ------------------------ | ----------- |
| Allmusic                 | [ 1 ]       |
| Christgau's Record Guide | B           |
| Smash Hits               | 5/10        |

《Survival》은 1979년 10월 2일에 발매된 자메이카의 레게 밴드 밥 말리 & 더 웨일러스의 열한 번째 스튜디오 음반이다.
《Survival》은 겉으로는 전투적인 주제를 가진 음반이다. 일부 비평가들은 이것이 말리가 그의 메시지의 절박함을 회피하는 듯했던 그의 전작인 《Kaya》의 느긋하고 간자에 젖은 분위기에 대해 받은 비난 때문이었을 것이라고 추측한다. 〈Africa Unite〉라는 노래에서 말리는 범아프리카주의 연대를 선언한다. 〈Zimbabwe〉는 후대의 독립 로디지아를 위해 헌정된 찬송가이다. 이 곡은 짐바브웨의 독립을 공식 선언한 직후인 1980년 짐바브웨 독립기념회에서 연주됐다.
《Survival》은 원래 아프리카 통합의 절박함을 강조하기 위해 《Black Survival》이라는 제목으로 계획되었으나, 음반의 주제가 오해받는 것을 방지하기 위해 제목이 축약되었다. 이 음반은 남아프리카 공화국의 아파르트헤이트 때문에 일부 검열을 당하기도 했다.

## 커버 아트
이 음반의 커버 아트는 48개의 아프리카 국기를 묘사하고 있는데, 이 중 15개는 (이탤릭체로) 이제 쓸모없게 되었고, 파푸아뉴기니의 국기는 다음과 같다.
| 케냐            | 앙골라     | 코트디부아르 | 에티오피아 제국     | 차드            | 이집트     | 가나       |
| 세네갈          | 시에라리온 | 카메룬       | 튀니지              | 니제르          | 나이지리아 | 기니       |
| 감비아          | 소말리아   | 오트볼타     | 자이르              | 기니비사우      | 라이베리아 | 에스와티니 |
| 마다가스카르    | 토고       | 모잠비크     | 중앙아프리카 공화국 | 짐바브웨 (ZAPU) | 세이셸     | 잠비아     |
| 레소토          | 우간다     | 알제리       | 말리                | 수단            | 보츠와나   | 모로코     |
| 콩고 인민공화국 | 탄자니아   | 부룬디       | 짐바브웨 (ZANU)     | 모리셔스        | 모리타니   | 가봉       |
| 베냉            | 적도 기니  | 파푸아뉴기니 | 말라위              | 상투메 프린시페 | 지부티     | 르완다     |

1. ↑  지금은 에티오피아 연방 민주 공화국이다.
2. ↑  지금은 부르키나파소이다.
3. ↑  지금은 콩고 민주 공화국이다.
4. ↑  지금은 콩고 공화국이다.
5. ↑  깃발이 앞면 커버에 거꾸로 그려져 있다.

이 음반이 발매될 무렵 이미 주권국이었던 네 개의 주에서는 커버 아트인 카보베르데, 코모로, 리비아, 남아공(당시 아파르트헤이트 아래에 있었다)에 깃발이 등장하지 않았다.
세 개의 주가 음반이 발매된 후에야 주권을 갖게 되었고, 따라서 에리트레아, 남수단, 나미비아 등 그들의 국기를 포함하지 않았다.
이 음반의 제목은 브룩스 노예선이 배경에 새겨진 흰색(시티 활자)으로 나타난다.

## 곡 목록

### 오리지널 터프 공 LP
모든 곡들은 특별한 언급이 없는 한 밥 말리에 의해 작사/작곡하였다.
| #  | 제목                             | 재생 시간 |
| -- | -------------------------------- | --------- |
| 1. | 〈So Much Trouble in the World〉 | 4:00      |
| 2. | 〈Zimbabwe〉                     | 3:51      |
| 3. | 〈Top Rankin'〉                  | 3:10      |
| 4. | 〈Babylon System〉               | 4:21      |
| 5. | 〈Survival〉                     | 3:53      |

| #   | 제목                    | 작사·작곡                | 재생 시간 |
| --- | ----------------------- | ------------------------ | --------- |
| 6.  | 〈Africa Unite〉        |                          | 2:54      |
| 7.  | 〈One Drop〉            |                          | 3:51      |
| 8.  | 〈Ride Natty Ride〉     |                          | 3:50      |
| 9.  | 〈Ambush in the Night〉 |                          | 3:12      |
| 10. | 〈Wake Up and Live〉    | 밥 말리, 앤서니 데이비스 | 4:58      |

### 오리지널 아일랜드 레코드 LP
모든 곡들은 특별한 언급이 없는 한 밥 말리에 의해 작사/작곡하였다.
| #  | 제목                    | 작사·작곡                | 재생 시간 |
| -- | ----------------------- | ------------------------ | --------- |
| 1. | 〈Wake Up and Live〉    | 밥 말리, 앤서니 데이비스 | 4:58      |
| 2. | 〈Africa Unite〉        |                          | 2:54      |
| 3. | 〈One Drop〉            |                          | 3:51      |
| 4. | 〈Ride Natty Ride〉     |                          | 3:50      |
| 5. | 〈Ambush in the Night〉 |                          | 3:12      |

| #   | 제목                             | 재생 시간 |
| --- | -------------------------------- | --------- |
| 6.  | 〈So Much Trouble in the World〉 | 4:00      |
| 7.  | 〈Zimbabwe〉                     | 3:51      |
| 8.  | 〈Top Rankin'〉                  | 3:10      |
| 9.  | 〈Babylon System〉               | 4:21      |
| 10. | 〈Survival〉                     | 3:53      |

### 디피니티브 리마스터드 에디션 (2001년)
모든 곡들은 특별한 언급이 없는 한 밥 말리에 의해 작사/작곡하였다.
| #   | 제목                              | 작사·작곡                | 재생 시간 |
| --- | --------------------------------- | ------------------------ | --------- |
| 1.  | 〈So Much Trouble in the World〉  |                          | 4:00      |
| 2.  | 〈Zimbabwe〉                      |                          | 3:51      |
| 3.  | 〈Top Rankin'〉                   |                          | 3:10      |
| 4.  | 〈Babylon System〉                |                          | 4:21      |
| 5.  | 〈Survival〉                      |                          | 3:53      |
| 6.  | 〈Africa Unite〉                  |                          | 2:54      |
| 7.  | 〈One Drop〉                      |                          | 3:51      |
| 8.  | 〈Ride Natty Ride〉               |                          | 3:50      |
| 9.  | 〈Ambush in the Night〉           |                          | 3:12      |
| 10. | 〈Wake Up and Live〉              | 밥 말리, 앤서니 데이비스 | 4:58      |
| 11. | 〈Ride Natty Ride (12-inch mix)〉 |                          | 6:23      |

## 인증
| 국가                                                            | 인증     | 판매량/출하량 |
| --------------------------------------------------------------- | -------- | ------------- |
| 캐나다 (뮤직 캐나다)                                            | 골드     | 50,000^       |
| 프랑스 (SNEP)                                                   | 골드     | 487,400       |
| 스페인 (PROMUSICAE)                                             | 플래티넘 | 100,000^      |
| 영국 (BPI)                                                      | 실버     | 60,000        |
| ^출하량을 기반으로 한 인증 · 판매량+스트리밍을 기반으로 한 인증 |          |               |